# ミドリーズ
ミドリーズ（Midories）は、日本の音楽ユニット。

## 概要
NHK・SDGsキャンペーン『未来へ 17アクション』の一環で、子ども向けSDGs番組シリーズ『ひろがれ!いろとりどり』のために結成されたSDGs音楽ユニット。2021年9月28日に結成。2021年10月1日の『みんなのうた』でデビュー曲「ツバメ」を初披露。2021年10月4日から『あおきいろ』にレギュラー出演。放送では「SDGsこどもユニット、ミドリーズです」と紹介している。
テレビ番組『あおきいろ』から「青」と「黄色」の混色である「緑」が「ミドリーズ」の名称由来。緑色を基調とした衣装で活動している。
メンバーは、個人名を基にした「ひらがな」または「カタカナ」の表記で活動するが、電子番組表EPGでは本来の芸名もしくは氏名表記となっている。なお、「ゆめり」は所属事務所における芸名が「ゆめり」であり、「レクシー」は「コール・レクシー」と姓名順となっている。

## ミドリーズ1期生
2021年より活動。ミドリーズ1期生の新規活動は2024年4月20日に開催された「東京レインボープライド2024」が最後となっている。2024年4月以降は過去映像の再使用による出演にとどまる。
| 活動名   | 芸名             | 生年月日       | 学年      |
| -------- | ---------------- | -------------- | --------- |
| あつき   | 盛永晶月         | 2011年04月08日 | 小4 - 中1 |
| りりな   | 山崎莉里那       | 2012年02月07日 | 小4 - 中1 |
| レクシー | レクシー・コール | 2013年03月13日 | 小3 - 小6 |
| うきょう | 中村羽叶         | 2014年11月08日 | 小1 - 小4 |
| ゆめり   | ゆめり           | 2010年08月06日 | 小5 - 中2 |

あつき
盛永晶月（もりなが あつき）
中学1年生（2011年度生まれ）。NEWS エンターテインメント所属。
「あおきいろ」の語り手も担当している。
2017年度と2018年度のNHK Eテレ『ゴー!ゴー!キッチン戦隊クックルン』に3代目キッチン戦隊クックルンの茶太郎役で出演していた。
りりな
山崎莉里那（やまざき りりな）
中学1年生（2011年度生まれ）。ホリプロ・インプルーブメント・アカデミー所属。
2つおだんごの髪型が特徴。
子役としてTVで活躍中。連続テレビ小説『半分、青い。』に出演。
レクシー
レクシー・コール（Lexy Cole）
小学6年生（2012年度生まれ）。Free Wave（フリー・ウエイブ）所属。
日本とアメリカのハーフでバイリンガル。
キッズモデルなどで活躍中。
うきょう
中村羽叶（なかむら うきょう）
小学4年生（2014年度生まれ）。スマイルモンキー所属。
ミドリーズの中で一番年下で、一番幼く小柄なのが特徴。
子役としてCMとTVで活躍中。

### ゆめり
ゆめり（2010年8月6日 - ）は、日本の女性子役。
SWEET FACTORY所属。ラブジャンクスおよびミドリーズ1期生のメンバー。
中学2年生（2010年度生まれ）。
ミドリーズの最年長メンバーで、ダウン症である。
赤系色のメガネをかけているのが特徴。
また、ダウン症のある方のための世界で初めての本格的なエンタテイメントスクール（2017～）「ラブジャンクス」のメンバーとして活躍中。

## ミドリーズ2期生
2023年11月25日『スゴEフェス2023 生放送スペシャル』で初出演。2024年3月30日『あおきいろ特別編』から本格的に活動開始。活動開始を「2023年度」として記述する。
| 活動名   | 芸名               | 生年月日       | 学年      |
| -------- | ------------------ | -------------- | --------- |
| うきょう | 中村羽叶           | 2014年11月08日 | 小3 - 小5 |
| りりあな | 大野りりあな       | 2016年05月12日 | 小1 - 小3 |
| めあり   | アレン明亜莉クレア | 2015年06月02日 | 小2 - 小4 |
| あやと   | 山口彩人           | 2012年度       | 小5 - 中1 |
| べに     | イーグル紅         | 2016年09月29日 | 小1 - 小3 |
| はるき   | 島崎陽貴           | 2014年08月29日 | 小3 - 小5 |

うきょう
中村羽叶（なかむら うきょう）
小学4年生（2014年度生まれ）。スマイルモンキー所属。
1期生と2期生で衣装が異なる。
りりあな
大野りりあな（大野莉理愛月、おおの りりあな）
小学2年生（2016年度生まれ）。
日本人の父とイラン人の母を持つハーフで、トリリンガル。兄・大野 偉理矢（いりや）がいる。
母親は外国人タレントで、『世界くらべてみたら』などの海外を扱う番組などで活躍する大野アティエである。
めあり
アレン明亜莉クレア（アレン めあり クレア）
小学3年生（2015年度生まれ）。テアトルアカデミー所属。
アメリカ人と日本人のハーフであり、バイリンガル。弟はウィリアム・アレンでシュガー＆スパイスに所属している。
『いないいないばあっ!』『えいごであそぼ with Orton』から始まり、TVやCMで活躍している。

### あやと
山口 彩人（やまぐち あやと）は、日本の男性子役。
ミドリーズ2期生のメンバー。芸能事務所に所属せず一般公募で選ばれた。
小学6年生（2012年度生まれ）。
メンバー最年長で、車いす。

### べに
イーグル 紅（イーグル べに、2016年9月29日 - ）は、日本の女性子役。
NEWSエンターテインメント所属。ミドリーズ2期生のメンバー。
小学2年生（2016年度生まれ）。
ハーフでバイリンガル。兄が二人いて、下の兄はダウン症のきょうだい児。

### はるき
島崎 陽貴（しまざき はるき、2014年8月29日 - ）は、日本の男性子役。
劇団東俳所属。すだちボーイズおよびミドリーズ2期生のメンバー。
小学4年生（2014年度生まれ）。

## 出演作品

### テレビ番組
- みんなのうた（NHK Eテレ）
  - 2022年4月の日曜午後6:50 - 7:00より「みんなのうた ひろがれ!いろとりどり」を放送している。
- あおきいろ（NHK Eテレ）
  - テーマソングも歌っている。
- u&i（NHK Eテレ） 
  - はなしてみよ きいてみよ(#楽曲を参考)を歌唱。
- でこぼこポン!（2022年 - ）- コーナー「やってみよう」不定期出演
- NHK あそビバ まなビバ（NHK Eテレ、2022年3月26日） - ライブ会場にて出演[11]

### NHK紅白歌合戦出場歴
| 年度   | 放送回 | 回 | 曲目   | 曲順     | 対戦相手 | 備考                                              |
| ------ | ------ | -- | ------ | -------- | -------- | ------------------------------------------------- |
| 2021年 | 第72回 | 初 | ツバメ | 特別企画 | なし     | 「YOASOBI with ミドリーズ」として特別番組に出演。 |

## 楽曲
ツバメ
『ひろがれ!いろとりどり』のテーマソングで、ミドリーズのデビュー曲。「YOASOBIとつくる 未来のうた」として6歳から19歳までを対象に物語を公募し、グランプリを受賞した作品を原作として、YOASOBIのAyaseによって作詞作曲された歌である。みんなのうた(NHK)などで、『YOASOBI with ミドリーズ』と表記されている。
はなしてみよ きいてみよ
『u&i』（NHK Eテレ）に使われた曲。子供達の悩みやその解決法を歌にしている。あつきとりりなが歌っている。
ててて!とまって!
『あそビバ まなビバ』のライブ会場のステージでうきょうが歌った曲。
歩行中の交通事故で一番死傷者が多い7歳の子どもを守る歌として「交通安全」を背景に置いた曲である。
あおきいろ
『あおきいろ』（NHK Eテレ）のテーマソング。
ミュージック・ビデオには、人間以外に動物も踊っている。
こわがりヒーロー
NHKの公共メディアキャンペーン『水害から命と暮らしを守る』と連携して制作された楽曲。
正常性バイアスが働きがちな大人たちに対して、子どもたちが災害をこわがって声を上げることにより大人たちの気持ちも動き意識も変わるという内容の楽曲。